# Lapte de pasăre
Laptele de pasăre este un preparat culinar din categoria deserturilor. El constă într-o cremă fină de vanilie obținută prin fierberea gălbenușului de ou cu adaos de zahăr, lapte și vanilie. La finalul fierberii se adaugă cu lingura mici grămăjoare de albuș de ou, bătut spumă cu zahăr și aromat cu vanilie. Rezultatul final este o cremă fină de vanilie deasupra căreia plutesc grămăjoare albe de spumă de albuș fierte. Datorită aspectului său se mai poate numi și bulgări de zăpadă.
A fost inventat in Franța sub numele de "œufs à la neige" (ouă înzăpezite) sau "îles flottantes" (insule plutitoare).